# Lijst van spoorlijnen in Denemarken

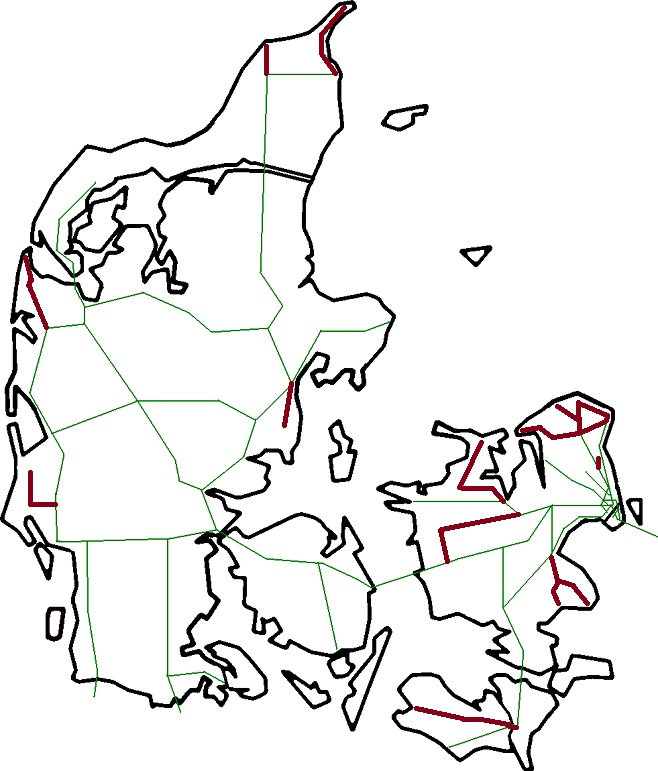
Spoorlijnen in Denemarken (private lijnen in bruin)

In Denemarken ligt in totaal ongeveer 2.100 kilometer aan spoorwegen. De Danske Statsbaner is de grootste vervoerder op het gebied van reizigersvervoer.
Door de verdeling van het land in eilanden, had elk groter eiland aanvankelijk een eigen spoorwegnet. Met de bouw van bruggen en/of tunnels tussen de eilanden ontstond een meer samenhangend netwerk.

## Lijst van spoorlijnen in Denemarken
Op onderstaande lijst staan Deense spoorlijnen gerangschikt per (schier-)eiland. 

### Als
- Sønderborg - Skovby (Mommarkbanen)
- Vollerup - Nordborg

### Bornholm
- Almindingen - Gudhjem
- Rønne - Nexø
- Rønne - Sandvig

### Falster
- Nykøbing Falster - Gedser (Gedserbanen)
- Nykøbing Falster - Nakskov (Lollandsbanen)
- Nykøbing Falster - Nysted
- Ringsted - Rødby Færge (Sydbanen)
- Stubbekøbing - Nykøbing Falster

### Funen
- Brenderup - Bogense
- Nyborg - Fredericia (Den fynske hovedbane)
- Odense - Bogense
- Odense - Faaborg
- Odense - Martofte
- Odense - Middelfart
- Odense - Svendborg (Svendborgbanen)
- Ringe - Nyborg
- Ringe - Faaborg
- Svendborg - Faaborg
- Svendborg - Nyborg
- Tommerup - Assens (Assensbanen)

### Jutland
- Aalborg  - Frederikshavn (Vendsysselbanen)
- Aalborg  - Hadsund
- Apenrader Kreisbahn
- Århus  - Aalborg
- Århus  - Hov (Odderbanen)
- Århus  - Ryomgård (Grenaabanen)
- Århus  - Thorsø (Hammelbanen)
- Bramming - Tønder
- Esbjerg - Struer (Den vestjyske længdebane)
- Fjerritslev - Frederikshavn
- Fredericia - Århus
- Fredericia - Padborg (Den østjyske længdebane)
- Frederikshavn - Skagen (Skagensbanen)
- Haderslebener Kreisbahn
- Herning - Viborg
- Hjørring - Aabybro
- Hjørring - Hirtshals (Hirtshalsbanen)
- Hjørring - Hørby
- Hobro  - Løgstør (Himmerlandsbanerne)
- Holstebro - Vejle
- Horsens  - Juelsminde
- Horsens  - Odder
- Horsens  - Silkeborg
- Horsens  - Thyregod
- Kolding - Egtved (Egtvedbanen)
- Kolding - Hejlsminde (Kolding Sydbaner)
- Kolding - Troldhede (Troldhedebanen)
- Kolding - Vamdrup (Kolding Sydbaner)
- Langå - Bramming (Diagonalbanen)
- Langå  - Struer
- Lunderskov - Esbjerg: (sinds 2017 25kV geëlektrificeerd)
- Mariager  - Viborg
- Niebüll - Tønder
- Nyborg - Fredericia (Den fynske hovedbane)
- Randers  - Grenaa (Grenaabanen)
- Randers  - Hadsund
- Ringkøbing - Holstebro Syd
- Rødekro - Åbenrå
- Rødekro - Bredebro
- Rødkærsbro - Silkeborg
- Ryomgård - Grenaa Vest
- Skanderborg - Skjern
- Skive - Glyngøre (Sallingbanen)
- Skive - Spøttrup
- Skjern - Videbæk
- Sønderborg - Tinglev (Sønderborgbanen / Sønderjyske Tværbane)
- Struer - Thisted (Thybanen)
- Svenstrup  - Hvalpsund (Hvalpsundbanen)
- Thisted - Fjerritslev
- Tønder - Højer Sluse (Sønderjyske Tværbane)
- Tønder - Tinglev (Sønderjyske Tværbane)
- Tørsbøl - Padborg
- Ebeltoft - Trustrup
- Varde - Grindsted
- Varde - Tarm (Vestbanen)
- Vejle - Grindsted
- Vemb - Thyborøn (Lemvigbanen / Thyborønbanen)
- Vester Sottrup - Skelde (Broagerbanen)
- Viborg - Ålestrup (Himmerlandsbanerne)
- Vodskov - Østervrå
- Vojens - Haderslev (Haderslevbanen)

### Langeland
- Rudkøbing - Bagenkop / Spodsbjerg (Langelandsbanen)

### Lolland
- Maribo - Bandholm Havn
- Maribo - Rødby Havn (Lollandsbanen)
- Maribo - Torrig
- Nakskov - Kragenæs
- Nakskov - Rødby
- Nykøbing Falster - Nakskov (Lollandsbanen)
- Nykøbing Falster - Nysted
- Ringsted - Rødby Færge (Sydbanen)

### Seeland
- Frederiksberg - Frederikssund (Frederikssundbanen)
- Hårlev - Rødvig (Østbanen)
- Hellerup - Klampenborg (Klampenborgbanen)
- Hellerup - Vigerslev (Ringbanen)
- Helsingør - Gilleleje (Hornbækbanen)
- Hillerød - Gilleleje / Tisvildeleje (Gribskovbanen)
- Hillerød - Hundested (Frederiksværkbanen)
- Hillerød - Snekkersten (Lille Nord)
- Holbæk - Nykøbing Sjælland (Holbækbanen)
- Høng - Tølløse (Tølløsebanen)
- Hørve - Værslev
- Køge - Fakse (Østbanen])
- Køge - Ringsted
- Kopenhagen - Helsingør (Kystbanen)
- Kopenhagen - Hillerød (Nordbanen)
- Kopenhagen - Høje Taastrup (Vestbanen)
- Kopenhagen - Korsør (Vestbanen)
- Kopenhagen - Køge (Køge Bugt-banen)
- Kopenhagen - Malmö (Øresundbanen)
- Kopenhagen - Ringsted
- Kopenhagen - Slangerup (Hareskovbanen / Slangerupbanen)
- Lersøen - Østerport
- Lyngby - Vedbæk (Nærumbanen)
- Masnedsund - Kalvehave (Kalvehavebanen)
- Næstved - Hillerød (Midtbanen)
- Næstved - Mern (Præstøbanen)
- Ringsted - Rødby Færge (Sydbanen)
- Roskilde - Kalundborg (Nordvestbanen)
- Roskilde - Næstved (Lille Syd)
- Slagelse - Næstved
- Sorø - Vedde
- Værslev - Slagelse